# Claire Liu
Claire Liu (/ljuː/ LEW; tiếng Trung: 刘婧文; bính âm: Liú Jìngwén [ljǒu tɕîŋ.wə̌n]; sinh ngày 25 tháng 4 năm 2000) là một vận động viên quần vợt người Mỹ. Năm 2017, cô đã lên ngôi số 1 bảng xếp hạng đơn nữ trẻ sau khi vô địch nội dung đơn nữ trẻ Wimbledon 2017, và kết thúc đơn nữ trẻ Pháp Mở rộng với vị trí á quân. Liu cũng vô địch đôi nữ trẻ tại Wimbledon với Usue Arconada vào năm 2016.
Trong pro circuit, Liu vô địch 3 danh hiệu đơn ITF và có thứ hạng đánh đơn cao nhất WTA là vị trí số 249.

## Cuộc sống cá nhân
Liu đến từ Thousand Oaks ở bang California, thành phố có tay vợt nam Sam Querrey.

## Sự nghiệp trẻ
Liu vô địch đôi nữ trẻ năm 2016 với tay vợt đồng hương Usue Arconada, thắng chóng vánh Mariam Bolkvadze và Caty McNally trong trận chung kết. Sau khi thua trận chung kết đơn nữ trẻ Pháp Mở rộng trước Whitney Osuigwe, cô trở lại và vô địch đơn nữ trẻ Wimbledon sau chiến thắng trước Ann Li, trở thành tay vợt nữ trẻ đầu tiên của Mỹ vô địch nội dung này kể từ sau Chanda Rubin vào năm 1992. Với danh hiệu Grand Slam đó, Liu đã trở thành tay vợt nữ trẻ lên ngôi số 1 bảng xếp hạng ITF.

## Sự nghiệp chuyên nghiệp
Liu vô địch danh hiệu chuyên nghiệp đầu tiên vào ngày 22 tháng 3 năm 2015, tại giải sân đất nện Orlando trong ITF Women's Circuit. Ở tuổi 14, Liu đã trở thành tay vợt trẻ nhất vô địch một giải đấu chuyen nghiệp sau Anna Kournikova năm 1996.
Tại Giải quần vợt Mỹ Mở rộng 2015, Liu được đặc cách vào vòng loại giải đấu. Cô đánh bại Verónica Cepede Royg và hạt giống số 9 Jana Čepelová trong trận đấu thứ hai của cô trước khi bị loại trước hạt giống số 26, Alexandra Panova, trong vòng loại cuối cùng. Liu, với Taylor Fritz, được đặc cách vào nội dung đôi hỗn hợp; họ thua hạt giống số 4 của giải và sau đó trở thành nhà vô địch, Martina Hingis và Leander Paes.
Sau 2 danh hiệu ITF vào năm 2017, Liu được đặc cách vào vòng loại của nội dung đơn nữ Mỹ Mở rộng. Liu đánh bại cả ba tay vợt trong nhánh vòng loại của mình, qua đó lần đầu tiên vào một giải Grand Slam chuyên nghiệp. Cô thua chóng vánh ở vòng một trước Duan Yingying. Tại nội dung đôi, cô và Taylor Johnson thua ở vòng đầu ở nội dung đôi nữ của Mỹ Mở rộng.
Ở Giải quần vợt Wimbledon 2018 - Vòng loại đơn nữ, cô đã vượt qua vòng loại để vào vòng đấu chính thức tại Wimbledon. Liu đã thua ở vòng 2 trước Angelique Kerber.

## Chung kết ITF

### Đơn: 3 (3-0)
| Chú thích |
| --------- |
| $100,000  |
| $75,000   |
| $50,000   |
| $25,000   |
| $10,000   |

| Kết quả | Số | Ngày                | Thể loại | Giải đấu        | Mặt sân | Đốu thủ          | Tỉ số    |
| ------- | -- | ------------------- | -------- | --------------- | ------- | ---------------- | -------- |
| Vô địch | 1. | 22 tháng 3 năm 2015 | $10,000  | Orlando, Hoa Kỳ | Đất nện | Fanny Stollár    | 6–1, 6–3 |
| Vô địch | 2. | 14 tháng 5 năm 2017 | $25,000  | Naples, Hoa Kỳ  | Đất nện | Danielle Collins | 6–3, 6–1 |
| Vô địch | 3. | 28 tháng 5 năm 2017 | $25,000  | Caserta, Ý      | Đất nện | Paula Badosa     | 6–3, 6–3 |

## Chung kết Grand Slam trẻ

### Đơn nữ trẻ
| Kết quả | Năm  | Giải đấu     | Mặt sân | Đối thủ         | Tỉ số              |
| ------- | ---- | ------------ | ------- | --------------- | ------------------ |
| Á quân  | 2017 | Pháp Mở rộng | Đất nện | Whitney Osuigwe | 4–6, 7–6(7–5), 3–6 |
| Vô địch | 2017 | Wimbledon    | Cỏ      | Ann Li          | 6–2, 5–7, 6–2      |

### Đôi nữ trẻ
| Kết quả | Năm  | Giải đấu  | Mặt sân | Đồng đội              | Đối thủ                       | Tỉ số    |
| ------- | ---- | --------- | ------- | --------------------- | ----------------------------- | -------- |
| Vô địch | 2016 | Wimbledon | Cỏ      | Usue Maitane Arconada | Mariam Bolkvadze Caty McNally | 6–2, 6–3 |

## Thống kê sự nghiệp

### Thống kê giải Grand Slam
| VĐ | CK | BK | TK | V# | RR | Q# | A |  | Z# | PO | G | F-S | SF-B | NMS | NH |

| Giải đấu     | 2015 | 2016 | 2017 | 2018  | SR    | T-B | %Thắng |
| ------------ | ---- | ---- | ---- | ----- | ----- | --- | ------ |
| Úc Mở rộng   | A    | A    | A    | A     | 0 / 0 | 0–0 | –      |
| Pháp Mở rộng | A    | A    | A    | VL2   | 0 / 0 | 0–0 | –      |
| Wimbledon    | A    | A    | A    | V2    | 0 / 0 | 1-1 | 50%    |
| Mỹ Mở rộng   | VL3  | A    | V1   | 0 / 1 | 0–1   | 0%  |        |
| Thắng-Bại    |      |      | 0–1  | 1-1   | 0 / 2 | 1–2 | 33%    |